# Damase Boulanger
Pour les articles homonymes, voir Boulanger (homonymie).
 (septembre 2022).
Si vous disposez d'ouvrages ou d'articles de référence ou si vous connaissez des sites web de qualité traitant du thème abordé ici, merci de compléter l'article en donnant les références utiles à sa vérifiabilité et en les liant à la section « Notes et références ».
Damase Boulanger est considéré comme le premier colon et le fondateur de la ville d'Alma, dans la région du Lac-St-Jean (Province de Québec). Né le 5 octobre 1818 à Saint-Thomas-de-Montmagny (Québec), il meurt le 5 mars 1882 à Alma à l’âge de 63 ans.

## Vie professionnelle
Boulanger s'établit à Chicoutimi en 1843. Entre 1846 et 1848, il travaille comme mesureur de bois pour Peter McLeod, un important exploitant forestier de la région. Il demeurera en poste jusqu'à la mort de McLeod en 1852, où il sera engagé par William Price. En 1856, il devient contremaitre pour la construction de la glissoire (aussi nommée «la slide» ou «la dalle»). Il supervise alors la coupe du bois et l'exécution des travaux destinés à la construction d'une structure permettant aux billots de bois coupés de traverser les rapides de la rivière Petite-Décharge sans encombre pour rejoindre la rivière Saguenay. Lors de la mise en fonction de la slide, il est nommé surintendant. Ses fonctions comprennent le contrôle de la circulation de l'eau et des billots ainsi que la tenue différents rapports sur les espèces de bois qui y passaient[réf. nécessaire].

## Établissement
Dès 1856, Damase Boulanger s'établit dans une habitation rustique située tout près de l'entrée de la slide, en bordure de l'île Sainte-Anne. Il commence progressivement à y cultiver des terres et en 1861, il récolte du foin et de l'orge. Il habite ce site de façon sporadique jusqu'en 1865, année où il s'y installe de manière permanente avec sa famille: sa femme, Justine Alarie, ainsi que trois garçons: Joseph-Eugène Chalifour (fils issu du premier mariage de Justine Alarie), Arthur et Edmond[réf. nécessaire].
Au cours de l'été 1863, il fait construire sur l'île Sainte-Anne la première résidence permanente d'Alma par Élisée Labrie, un employé des travaux de construction et d'entretien de la glissoire. Puisque Damase Boulanger est le seul habitant et cultivateur permanent du secteur, sa résidence, la « Maison Boulanger », sert pendant plusieurs années de lieu d'accueil pour les nouveaux arrivants ainsi que de salle municipale et de chapelle. Le premier mariage d'Alma y est d'ailleurs célébré le 14 janvier 1874. La maison Boulanger sera habitée par son propriétaire jusqu'à sa mort et appartiendra à la famille jusqu'en 1898[réf. nécessaire].
En 1961, un incendie ravage le bâtiment. Le site demeure à l'abandon pendant de nombreuses années. Des fouilles archéologiques sont entamées en 2012 par la Société d'histoire du Lac-Saint-Jean, permettant de redécouvrir et de valoriser les fondations de l'habitation. Le parc Damase Boulanger, site commémoratif qui expose les objets révélés durant les fouilles archéologiques, est inauguré en 2013.

## Décès
En 1882, une nécrologie parue dans le journal Le Canadien annonce le décès de Boulanger en raison d'une «paralysie» qui l'aurait maintenu au lit durant plus de quinze mois. Dès 1880, Boulanger avait été contraint de céder son travail à la dalle à son fils Arthur en raison de la détérioration de sa condition physique.